# Greatest Hits II (Queen)
A Greatest Hits II a brit Queen rockegyüttes válogatásalbuma, amely 1991-ben jelent meg. Az együttes 1981 és 1991 közötti slágereit tartalmazta, főként az európai sikerszámokra koncentrálva. A dalok többségét újravágták, többnek a eredeti változathoz képest rövidített, kislemezes vágása került fel a lemezre.
Ahogy az első válogatáslemezüket, ezt a kiadványt is a Greatest Flix II videóklip válogatás kísérte. Amerikában nem jelent meg – csak később, a Greatest Hits I & II és a Platinum Collection részeként –, az együttes ottani kiadója Classic Queen címmel, eltérő dalsorrenddel adta ki a saját válogatását.
Az első helyet érte el az angol albumlistán, és az 1991-es év harmadik legnagyobb példányszámban fogyó lemeze lett Angliában. 2012-ig nyolcszoros platinalemez lett, és csak Angliában több mint 3,8 millió példányban fogyott, ezzel a tizedik legtöbb példányban eladott lemez az országban. Németországban 2,25 millió darabot vásároltak belőle, így rajta van az országban legnagyobb példányszámban fogyó albumok Top 10-es listáján. Világszerte körülbelül 16 millió példányban kelt el.

## Az album dalai
|     | Cím                                      | Szerző(k)          | Hossz |
| --- | ---------------------------------------- | ------------------ | ----- |
| 1.  | A Kind of Magic                          | [Queen]            | 4:22  |
| 2.  | Under Pressure                           | Queen, David Bowie | 3:56  |
| 3.  | Radio Ga Ga                              | Taylor             | 5:43  |
| 4.  | I Want It All (kislemez változat)        | Queen              | 4:01  |
| 5.  | I Want to Break Free (kislemez változat) | John Deacon        | 4:18  |
| 6.  | Innuendo                                 | Queen              | 6:27  |
| 7.  | It’s a Hard Life                         | Freddie Mercury    | 4:09  |
| 8.  | Breakthru                                | Queen              | 4:09  |
| 9.  | Who Wants to Live Forever                | Brian May          | 4:57  |
| 10. | Headlong (kislemez változat)             | Queen              | 4:33  |
| 11. | The Miracle                              | Queen              | 4:54  |
| 12. | I’m Going Slightly Mad                   | Queen              | 4:07  |
| 13. | The Invisible Man                        | Queen              | 3:58  |
| 14. | Hammer to Fall (kislemez változat)       | May                | 3:40  |
| 15. | Friends Will Be Friends                  | Mercury, Deacon    | 4:08  |
| 16. | The Show Must Go On                      | Queen              | 4:23  |
| 17. | One Vision (kislemez változat)           | Queen              | 4:02  |

## Helyezések és eladások
| Ország                | Helyezés |
| --------------------- | -------- |
| Brit albumlista       | 1        |
| Ausztriai albumlista  | 1        |
| Belga albumlista      | 173      |
| Francia albumlista    | 1        |
| Holland albumlista    | 1        |
| Japán albumlista      | 65       |
| Magyar albumlista     | 1        |
| Német albumlista      | 2        |
| Norvég albumlista     | 4        |
| Svéd albumlista       | 2        |
| Új-Zélandi albumlista | 1        |
| Svájci albumlista     | 1        |

| Ország                         | Eladási minősítés | Eladás     |
| ------------------------------ | ----------------- | ---------- |
| Anglia (BPI)                   | 8× platina        | 3 888 000+ |
| Argentína (CAPIF)              | gyémánt           | 250 000+   |
| Ausztrália (ARIA)              | 8× platina        | 560 000+   |
| Ausztria (IFPI Austria)        | 4× platina        | 80 000+    |
| Brazília (ABPD)                | 2× platina        | 500 000+   |
| Finnország (Musiikkituottajat) | 2× platina        | 149 622+   |
| Franciaország (SNEP)           | gyémánt           | 1 172 900+ |
| Hollandia (NVPI)               | 5× platina        | 250 000+   |
| Németország (BVMI)             | 9× arany          | 2 250 000+ |
| Svájc (IFPI Svájc)             | 5× platina        | 150 000+   |

## Külső hivatkozások
- Hivatalos információk. www.queenonline.com. (angolul) QueenOnline
- Slágerlistás helyezései. ukmix.org (angolul)